# Eldorado Estação do Samba
O Grêmio Recreativo Cultural Escola de Samba Eldorado Estação do Samba surgiu por necessidade dos moradores de terem representação no Carnaval de Diadema, então Edmilson decidiu trocar ideias com os amigos, e assim fundou a escola, ideia meio louca no início pois não tinham dinheiro, mas mesmo assim decidiram fundar a escola. As cores tem representação, o vermelho simboliza o sangue e a vida, o amarelo significa riqueza, e o branco simboliza a paz e a tranquilidade, o cavalo alado Pégasus pois significa a sublimação e a criação imaginária.
Foi campeã do Carnaval em 2011.

## Carnavais
| Ano                                     | Colocação   | Grupo | Enredo                                                                   | Ref.              |
| --------------------------------------- | ----------- | ----- | ------------------------------------------------------------------------ | ----------------- |
| 2007                                    | 5° lugar    | 2     | De louco todo mundo tem um pouco                                         | [ 3 ] [ 4 ]       |
| 2008                                    | Vice-campeã | 2     | Eldorado Estação do Samba sintoniza as estações da vida                  | [ 5 ] [ 6 ]       |
| 2009                                    | Campeã      | 2     | Eldorado, Paraíso Perdido ou Terra Prometida?                            | [ 1 ] [ 7 ]       |
| Em 2010 ocorreu desfile sem competição. |             |       |                                                                          |                   |
| 2011                                    | Campeã      | 1     | Quem não dança segura a criança                                          | [ 1 ] [ 2 ] [ 9 ] |
| 2012                                    | Vice-campeã | 1     | Da Capadócia veio um grande guerreiro, Salve Jorge, meu santo padroeiro! | [ 10 ] [ 11 ]     |
| Em 2013 ocorreu desfile sem competição. |             |       |                                                                          |                   |